# Katharyne Lescailje
Katharyne Lescailje o Catharina Lescaille (Amsterdam, 26 de setembre de 1649 - 8 de juny de 1711) era una poetessa, traductora i editora neerlandesa. Juntament amb Catharina Questiers i Cornelia van der Veer va ser una de les més éxistosas poetes dels Països Baixos de la segona meitat del segle xvii.

## Biografia
Va ser filla de l'editor d'Amsterdam Jacob Lescailje, casat amb Aeltje Verwou i que s'havia traslladat de Dordrecht a Amsterdam per iniciar la impressió de llibres el 1645 a una casa de la plaça Dam nomenada «Huis Het Onder Zeil». Els pares de Katharina eren amics dels escriptors Jan Vos, Joost van den Vondel i Gerard Brandt. El 1658 Jacob Lescailje es va convertir editor exclusiu per al Teatre de Amsterdam. Katharina, que mai va contreure matrimoni, i les seves germanes van continuar amb el negoci familiar després de la mort del seu pare el 1677. Va començar a publicar les seves traduccions d'obres franceses (Kassandra el 1684, Genserik el 1685, i Herodes en Marianne el 1685) i també va escriure i va intercanviar poemes entre amics. Va ser honrada amb un llibre de poesia dedicat a ella l'any 1685 pel poeta de Groningen, Ludolph Smids.
Es va especialitzar en poemes polítics, teatre i va escriure diverses comèdies lleugeres que van ser publicades en Amsterdam durant el segle xviii. Vint anys després de la seva mort, el 1731, van ser publicades les seves obres completes convertint-se en una de les primeres poetes femenines als Països Baixos amb l'edició de les seves obres completes. La seva poesia ocupava tres grans volums de gairebé mil pàgines i van ser reimpreses alguns anys més tard.